# Молнія (БпЛА)
«Молнія» (рос. Молния) — російський ударний безпілотний літальний апарат (БпЛА) типу «камікадзе», вперше зафіксований під час атаки на Харків 12 листопада 2024 року. Використовується російськими збройними силами для ураження як військових, так і цивільних об'єктів.

## Опис
«Молнія» — баражуючий боєприпас з електродвигуном, виготовлений з дешевих та легких матеріалів, таких як фанера, пластик і картон. Це робить його малопомітним для радарів і складним для виявлення системами протиповітряної оборони.
Існує дві модифікації:
- Молнія-1 — з одним електродвигуном[2]
- Молнія-2 — з двома електродвигунами.

Технічні характеристики
- Розмах крила: приблизно 1,5 м
- Маса: до 10 кг
- Бойове навантаження: 3–5 кг вибухівки (часто — міна ТМ-62)
- Дальність польоту: до 30–40 км
- Швидкість: 20–25 м/с (72–90 км/год)
- Тривалість польоту: до 40 хвилин
- Тип двигуна: електричний
- Приблизна вартість: близько 300 доларів США

## Бойове застосування
Перший задокументований випадок використання «Молнії» стався 12 листопада 2024 року у Харкові, коли дрон влучив у житлову багатоповерхівку в Слобідському районі, поранивши 72-річну жінку.
13 листопада дрон «Молнія-1» знову вдарив по житловому будинку в Салтівському районі Харкова, поранивши чотирьох цивільних і пошкодивши понад 10 автомобілів.
25 січня 2025 року російські війська повторно застосували оновлені дрони «Молнія» для атаки на Харків, зокрема по Холодногірському та Київському районах.

## Оцінка загрози
Експерти зазначають, що «Молнія» є дешевим та ефективним засобом для тероризування цивільного населення. Її малошумність та складність виявлення роблять дрон небезпечним, особливо в умовах міста. Водночас через просту конструкцію та обмежену дальність, «Молнія» має нижчу ефективність у порівнянні з іншими російськими дронами, такими як «Шахед» або «Ланцет».